# Новгород-Сіверський повіт
Новгород-Сіверський повіт — адміністративно-територіальна одиниця Чернігівської губернії. Повітове місто — Новгород-Сіверський.
Повіт створений в 1781 році в складі Новгород-Сіверського намісництва. У 1796 році увійшов до Малоросійської губернії (2-го складу). 1802 року увійшов до Чернігівської губернії. 1923 року повіт скасовано, а його землі увійшли до Новгород-Сіверського району Глухівської округи.
Знаходився на сході губернії і межував на півдні з Глухівським і Кролевецьким, заході Сосницьким і Новозибковським, півночі Стародубським повітами Чернігівської губернії і з Орловською губернією на сході. Займав площу в 3 417 верст² (3 889 км²).
Згідно з переписом населення Російської імперії 1897 року в повіті проживало 146 236 чоловік. З них 91,11 % — українці, 4,41 % — євреї, 4,31 % — росіяни.

## Адміністративний поділ

Мапа повіту

Повіт поділявся на 3 стани і 11 волостей:
| Волость               | Волосний центр     | Кількість сільських общин |
| --------------------- | ------------------ | ------------------------- |
| І стан                |                    |                           |
| Івотська              | Івот               | 12                        |
| Риківська             | Рикове             | 13                        |
| Фаївська              | Фаївка             | 9                         |
| ІІ стан               |                    |                           |
| Мамекинська           | Мамекине           | 6                         |
| Костобобрівська       | Костобобрів        | 11                        |
| Старожадовська        | Старий Жадов       | 3                         |
| Кам'янсько-Слобідська | Кам'янська Слобода | 10                        |
| ІІІ стан              |                    |                           |
| Жиховська             | Жихове             | 9                         |
| Очкинська             | Очкине             | 10                        |
| Протопопівська        | Протопопівка       | 18                        |
| Чернацька             | Чернацьке          | 8                         |

та місто Новгород-Сіверський із Георгіївською слободою, Підмонастирською слободою (Великою та малою) та передмістям Заручій.